# سعید شیرازی
سعید شیرازی یکی از بازداشت شدگان خیزش سراسری ایرانیان در سال ۱۴۰۱ است. او در اوایل آبان در جریان تظاهرات دستگیر شده‌است و از طرف دادگاه انقلاب به محاربه متهم شده‌است.

## دادگاه
او در دادگاه انقلاب به محاربه متهم شده‌است. دلیل محرابه فساد بر روی زمین با تشویق مردم به اعتراض و اخلال در نظم کشور ذکر شده‌است. با توجه به اتهام مطرح شده، در صورت محکوم شدن، ممکن است با حکم اعدام روبه‌رو شود. در دادگاه او به وکیل مورد نظر خود دسترسی نداشته‌است و مراحل دادرسی برای وی به درستی طی نشده‌است.